# Vàlvula d'expansió

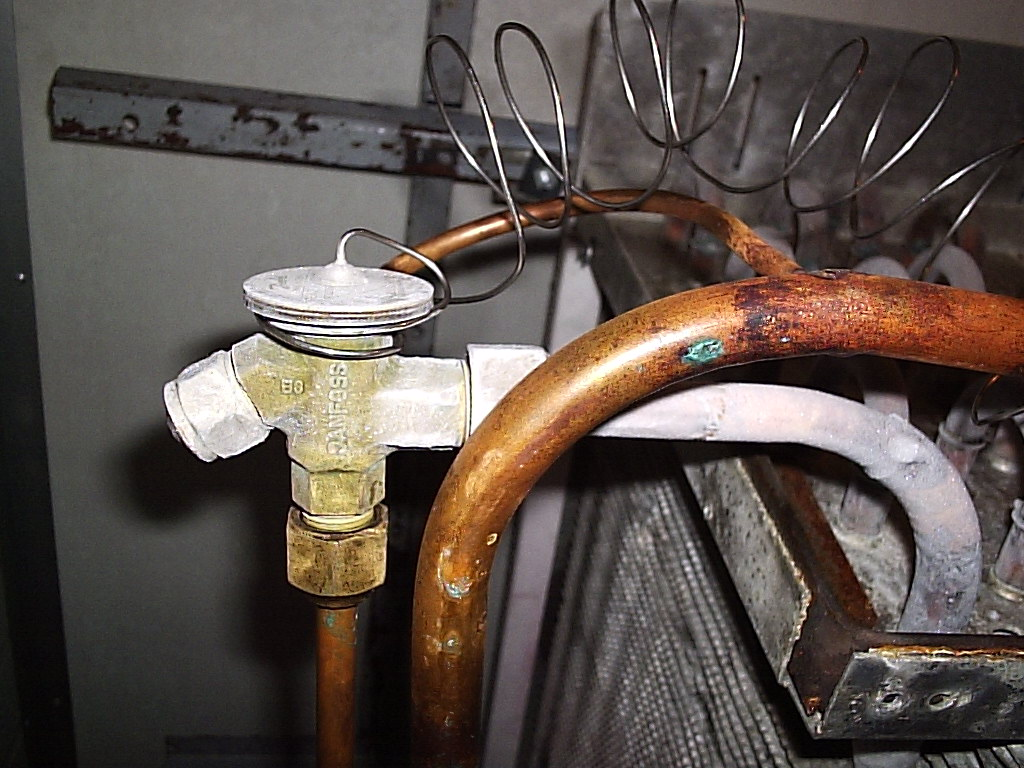
Vàlvula d'expansió termostàtica VETX per R22 Danfoss TEX2 instal·lada a evaporador frigorífic de expansió seca.

Una vàlvula d'expansió és una vàlvula que actua com a dispositiu d'expansió (un element de les màquines frigorífiques per compressió) en el qual l'expansió és regulable manualment o automàticament.

## Tipus
- Manual , en la qual la regulació es realitza mitjançant un cargol. En aquest tipus de vàlvules el sobreescalfament no depèn de la temperatura d'evaporació del refrigerant en el seu estat gasós, sinó que és fix.
- Termostàtica ; anomenada VET o TXV, la qual actua mitjançant un element d'expansió controlat per un bulb sensor, el qual regula el flux del refrigerant líquid a través de l'orifici de la VET
- Termostàtica amb compensació de pressió externa ; anomenada  VETX , és una derivació de la VET per a equips mitjans o grans o que treballin a altes pressions i variacions de càrrega tèrmica. A més aquestes han de ser utilitzades en sistemes on l'evaporador té diversos circuits, i/o està acoblat a un distribuïdor de refrigerant.
- Electrònica o electromecànica ; treballa mitjançant un control electrònic, en el qual sensors de temperatura envien senyals a un  CI  (circuit integrat) i aquest mitjançant aquestes dades manté un sobreescalfament dins dels paràmetres permesos per al funcionament de l'equip.
- Automàtica , la que manté una pressió constant en l'evaporador inundat, alimentant una major o menor quantitat de flux a la superfície de l'evaporador, en resposta als canvis de càrrega tèrmica que s'hi produeixin (en l'evaporador).

## Components deVàlvula VET
Es compon de:
- Un cos compost per una cambra en la qual es produeix l'expansió, en passar el fluid refrigerant a aquesta a través d'un orifici cilindre-cònic obturat parcialment per un fill. I els tubs d'entrada i sortida del fluid.
- Un element de potència que actua sobre el plançó per obrir o tancar el pas de refrigerant a la cambra d'expansió.
- Un regulador o cargol que ens limita la quantitat mínima de cabal.
- Un bulb sensor situat a la sortida de l'evaporador, connectat per un tub capil·lar a l'element de potència i que actua sobre aquest.
- Un tub de compensació de pressió connectat també a la sortida de l'evaporador, i que ajuda a funcionar l'obturador (Només VETX).

## Aplicació
Cada tipus de vàlvula té aplicacions específiques, per exemple, SPORLAN, utilitza diverses lletres per discernir la utilització de cada vàlvula, ja sigui per a alta o baixa temperatura. En els sistemes de refrigeració es considera que la vàlvula d'expansió és el cervell de l'equip, ja que manté condicions de sobreescalfament útil i total per al bon funcionament del sistema.

## Avantatges de la Vàlvula VET
- Regulen activament l'expansió, en ser activades pel sobreescalfament en la línia de gas.